# Дельфін південноазійський річковий
Гангський річковий дельфін, або платаніста гангський, або сусу гангський (Platanista gangetica) — водний ссавець інфраряду зубатих китів (Odontoceti), представник родини платаністові (Platanistidae) з групи річкових дельфінів (Platanistoidea).

## Історія систематики

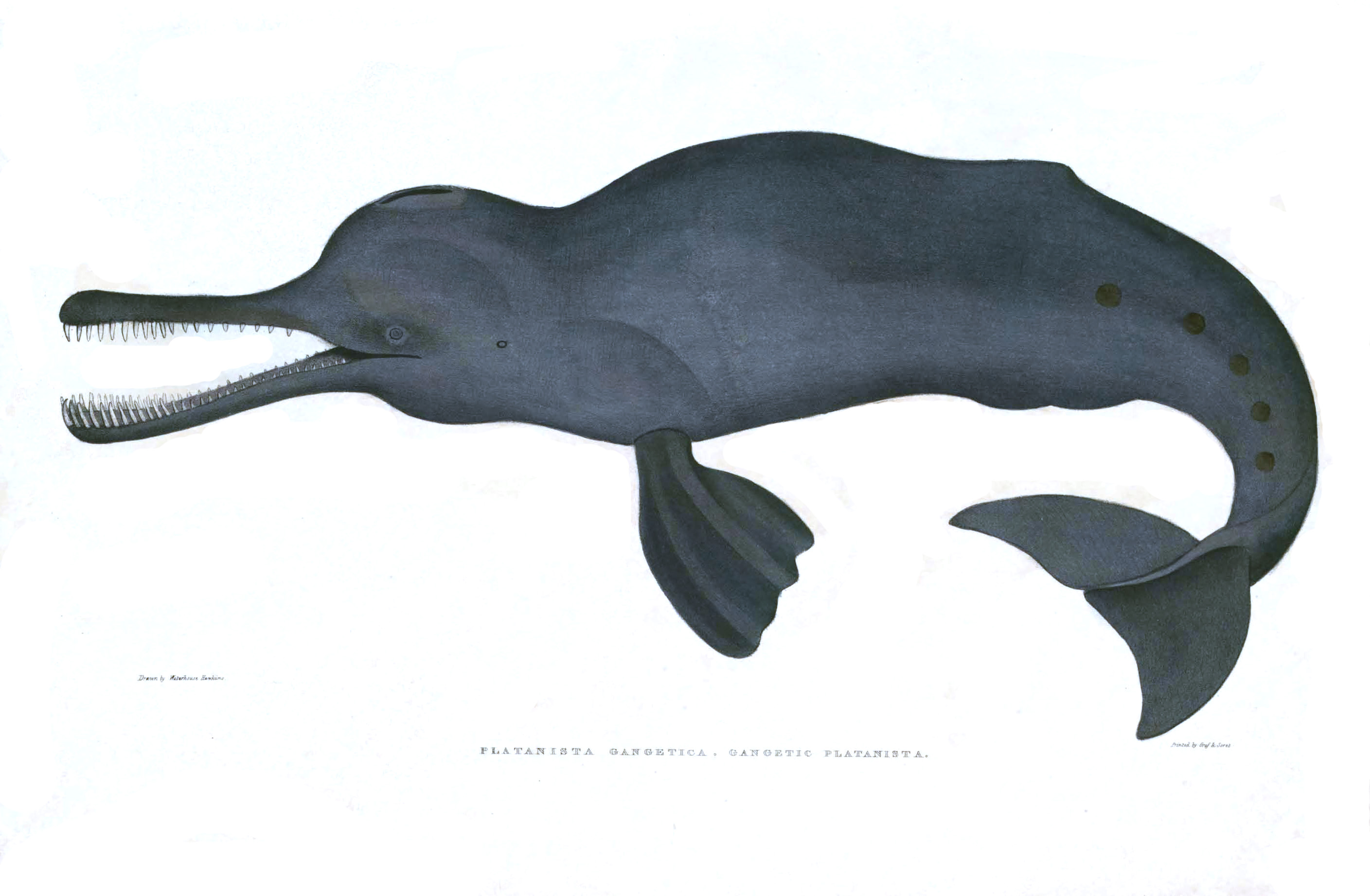
Гангський річковий дельфін

Разом з індським річковим дельфіном (Platanista minor) становить рід Platanista. 
Цей вид був розділений на два в 1970-х роках, коли з'ясувалося, що популяції з річок Інд і Ганг не схрещувалися вже багато сотень років, хоча деякі дослідники все ще розміщують види разом.

## Підвиди
Включає 2 підвиди, які нерідко вважають окремими видами: 
- Platanista gangetica gangetica
- Platanista gangetica minor